# Reggie Crist
Reggie W. Crist (prefettura di Okinawa, 12 luglio 1978) è un ex sciatore alpino e sciatore freestyle statunitense.

## Biografia
Crist, specialista delle prove veloci nato in Giappone e cresciuto a Ketchum in Idaho, è fratello di Zachary, a sua volta sciatore, e gareggiò principalmente nello sci alpino. In Coppa del Mondo ottenne il primo piazzamento il 19 gennaio 1992 a Kitzbühel in combinata giungendo 19º e tale risultato sarebbe rimasto il migliore di Crist nel massimo circuito internazionale; ai successivi XVI Giochi olimpici invernali di Albertville 1992, sua unica presenza olimpica, si classificò 28º nella discesa libera.
In Nor-Am Cup conquistò l'ultima vittoria il 16 febbraio 1996 a Crested Butte in discesa libera e l'ultimo podio il 20 febbraio successivo a Breckenridge in supergigante (2º), mentre in Coppa del Mondo prese per l'ultima volta il via il 3 marzo dello stesso anno a Happo One nella medesima specialità, senza completare la prova. Si ritirò al termine di quella stessa stagione 1995-1996 e la sua ultima gara fu il supergigante di Nor-Am Cup disputato il 30 marzo a Mount Bachelor (4º); non prese parte a rassegne iridate. Nel 2003 tornò brevemente alle competizioni prendendo parte a una gara della Coppa del Mondo di freestyle, specialità ski cross, il 23 novembre a Saas-Fee (48º).

## Palmarès

### Sci alpino

#### Coppa del Mondo
- Miglior piazzamento in classifica generale: 128º nel 1992

#### Nor-Am Cup
- 3 podi (dati dalla stagione 1994-1995):
  - 1 vittoria
  - 2 secondi posti

##### Nor-Am Cup - vittorie
| Data             | Località      | Paese       | Specialità |
| ---------------- | ------------- | ----------- | ---------- |
| 16 febbraio 1996 | Crested Butte | Stati Uniti | DH         |

Legenda:

DH = discesa libera